# Takayuki Komine
Takayuki Komine (jap. 小峯 隆幸 Komine Takayuki; ur. 25 kwietnia 1974) – japoński piłkarz występujący na pozycji obrońcy.

## Kariera klubowa
Od 1998 do 2008 roku występował w klubach FC Tokyo, Vegalta Sendai, Kashiwa Reysol, Tokushima Vortis i FC Gifu.